# Konwój OA-180
OA-179 (OA-180) – konwój morski z okresu II wojny światowej z Methil do Ameryki Północnej. Pomimo eskorty konwój stracił holenderski statek handlowy „Alwaki”, który został storpedowany 10 lipca 1940 roku przez niemiecki okręt podwodny U-61.

## Konwój i jego eskorta
Konwój OA-179, który miał wyjść z Southend-on-Sea, został przekierowany do Methil, co spowodowało połączenie go z kolejnym formującym się transatlantyckim konwojem, OA-180 . Statki, które miały wchodzić w skład OA-179 przeszły więc w dniach 5–8 lipca 1940 roku z Southend-on-Sea do Methil w ramach konwoju FN-214 . W skład kombinowanego konwoju OA-180 weszło więc łącznie 31 statków handlowych . Eskortę konwoju stanowiły dwa alianckie okręty: kanadyjski niszczyciel HMCS „St. Laurent” (H83) i brytyjska korweta HMS „Hibiscus” (K24)  . Komodorem konwoju był komandor Royal Naval Reserve R.H. Walley, zaokrętowany na zbudowanym w 1925 roku statku „Prometheus” (6095 BRT) .

## Przebieg operacji
Konwój rozpoczął swój rejs we wtorek, 9 lipca 1940 roku, opuszczając Methil i kierując się w stronę portów zachodniego wybrzeża Wysp Brytyjskich i portów Ameryki Północnej  . Statki zmierzały w dwóch kolumnach, obierając drogę na Atlantyk, opływały wybrzeże Szkocji . 10 lipca, po przejściu przez konwój przez cieśninę Pentland Firth, płynący jako drugi w prawej kolumnie holenderski parowiec SS „Alwaki” (o pojemności 4533 BRT) tuż po godzinie 13:00 nagle wyszedł z linii i zastopował, a wieczorem zatonął na pozycji 58°46′N 4°46′W/58,766667 -4,766667  . Ponieważ nie było słychać eksplozji, a krążący nad konwojem samolot i okręty eskorty nie wykryły wrogich okrętów podwodnych, Admiralicja uznała, że zagłada statku została spowodowana sabotażem  . Tymczasem sprawcą zatopienia „Alwaki” był niemiecki okręt podwodny U-61, który wystrzelił w kierunku statku dwie torpedy z tak bliskiej odległości, że te nie zdążyły się uzbroić i choć trafiły w kadłub jednostki, to nie eksplodowały . Powstałe w wyniku uderzenia torped wyrwy w kadłubie spowodowały jednak powolne zalanie statku i jego zatonięcie .
11 lipca, nieopodal Skerryvore konwój podzielił się: 12 statków przeszło bez eskorty przez Kanał Północny, podczas gdy reszta skierowała się dalej na zachód . 12 lipca z eskorty konwoju ubyła korweta HMS „Hibiscus”, która nie była w stanie płynąć w ciężkim sztormie . 13 lipca konwój został rozproszony na pozycji 55°45′N 17°20′W/55,750000 -17,333333, a niszczyciel HMCS „St. Laurent” powrócił do Firth of Clyde .

## Podsumowanie
Liczący 31 statków handlowych i dwa okręty eskorty konwój OA-180 utracił jedną jednostkę o pojemności 4533 BRT – SS „Alwaki”, który został zatopiony przez U-61. U-Boot po ataku wycofał się niezauważony, nie odnosząc żadnych uszkodzeń .